# Aïda Espinola
Aïda Espinola (Rio de Janeiro, 18 de abril de 1920 – 29 de julho de 2015) foi uma pioneira química e engenheira química brasileira. 
Pesquisadora e professora universitária, foi uma das fundadoras, no Instituto de Química da UFRJ, de programa de Pós-Graduação em Química Inorgânica. Lecionou na UFRJ as disciplinas de Mineralogia, Química Analítica, Análise Instrumental e Eletrônica para Instrumentação de Laboratório. Em âmbito acadêmico, orientou várias dissertações e teses. Nos últimos anos, estava aposentada, mas continuava a prestar muitas consultorias. Suas contribuições foram também marcantes, no Programa de Engenharia Metalúrgica da COPPE e no Centro de Tecnologia Mineral, órgão do Ministério da Ciência e Tecnologia.
Fruto da "Geração de Ouro" da química brasileira.

## Biografia
Aïda nasceu em 1920, no bairro da Tijuca, na cidade do Rio de Janeiro. Morou em vários bairros da capital carioca como Ipanema e Copacabana. Cursou o fundamental no Colégio Mallet Soares, na Rua Xavier da Silveira, em Copacabana. Terminou o curso com apenas 15 anos de idade. Seu sonho era cursar medicina, mas um amigo de seu pai o aconselhou a convencer a filha a cursar química, que era um curso de apenas quatro anos de duração, enquanto medicina eram seis anos. Ele temia que a moça não concluísse o curso porque "se casaria antes".
Em 1941, ela se formou em Química Industrial, com apenas 21 anos de idade, pela então Universidade do Brasil, hoje a Universidade Federal do Rio de Janeiro. Em 1954, formou-se em Engenharia Química. Depois da formatura, ao visitar a Escola Nacional de Química, encontrou dois colegas, um deles, Paulo Emídio Barbosa, que lhe informou que o Departamento Nacional de Produção Mineral tinha aberto concurso para o cargo de Tecnólogo Químico. Ao comentar com a mãe, em casa, sobre o concurso, ela se informou sobre a documentação necessária e se inscreveu.

## Carreira
O resultado saiu em março de 1942 e Aïda passou em 1º lugar. Seus colegas que informaram sobre o processo seletivo passaram em 2º e 3º lugares, e foram também admitidos no Laboratório da Produção Mineral (LPM), Departamento Nacional de Produção Mineral (DNPM), do Ministério das Minas e Energia (MME). Inicialmente, ela trabalhou no Laboratório de Produção Mineral, como responsável pelas análises dos minérios brasileiros. Estas análises são ainda hoje grande importância em termos do conhecimento das reservas minerais do Brasil.
No dia 2 de outubro de 1943, Aïda se casou com Cesar Godinho Espinola, um colega de turma do Colégio Mallet Soares e da Escola Nacional de Química. O casal não teve filhos. Ele morreu em 1997.
Em 1958, defendeu seu mestrado em Química Analítica pela Universidade de Minnesota, sob a orientação de Ernest B. Sandell. O doutorado em química foi pela Universidade Estadual da Pensilvânia, sob a orientação do professor Joseph Jordan, defendido em 1974. Pela Universidade Nacional de La Plata, concluiu o estágio de pós-doutorado em Engenharia Eletroquímica, Eletrocatálise e Elipsometria.

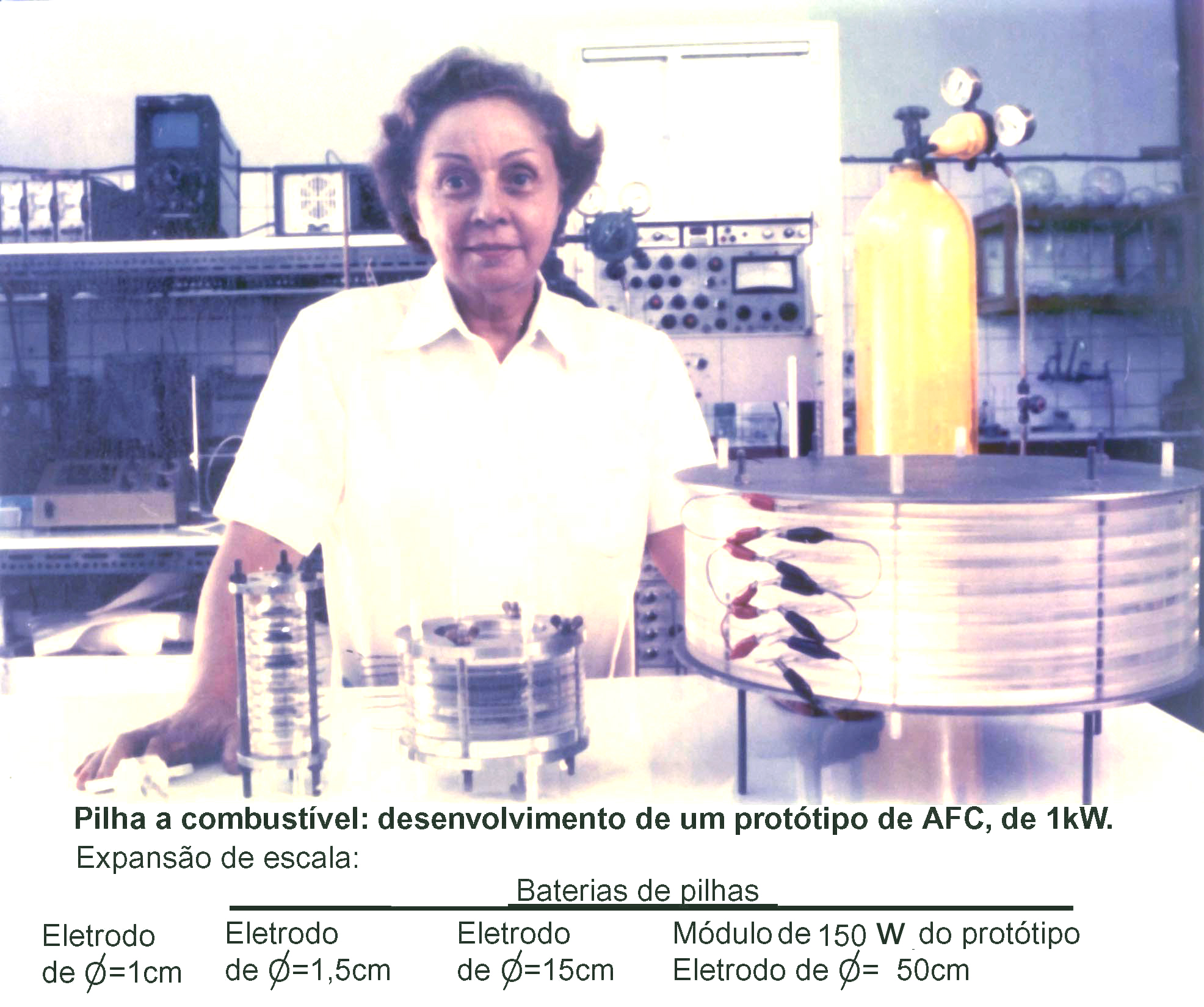
Projeto de Pilha a Combustível Alcalina, a Hidrogênio/Oxigênio - Coppe - Engenharia Metalúrgica e de Materiais. Físico-Química de Superfícies.

Além de trabalhar na bancada de laboratórios, prestava consultorias diversas em várias áreas da química, eletroquímica, telecomunicações e eletrônica. No Laboratório Nacional da Produção Mineral, Aïda acompanhou, desde o início, a descoberta do petróleo, no Brasil. Em seu laboratório conduziu a análise química do óleo extraído do primeiro barril de Lobato, em Salvador.
Aïda é uma das pioneiras na geração de eletricidade por pilha a combustível, trabalho que começou a desenvolver ainda no doutorado, quando foi requisitada pelo Centro Técnico Aeroespacial (CTA) para desenvolver um gerador de energia para o primeiro satélite brasileiro. No ano seguinte, em 1975, ao ingressar na Coppe/UFRJ como professora, implantou uma linha de pesquisa sobre o tema, considerado por ela promissor na busca pela geração de energia sustentável.

## Morte
Aïda morreu no Hospital Adventista Silvestre, no Cosme Velho, na madrugada de 29 de julho de 2015, aos 95 anos de idade, na cidade do Rio de Janeiro, devido à uma insuficiência respiratória. Ela foi sepultada no cemitério de Guaratiba. Apesar da idade avançada, se mantinha lúcida, dando palestras e consultorias.
Após sua morte, seu patrimônio cultural, constituído por livros científicos, dicionários, anotações pessoais e trabalhos inacabados, passou a fazer parte do patrimônio do Instituto de Química da UFRJ.

## Livros
- Ouro Negro. Petróleo no Brasil. De Lobato DNPM-163 a Tupi RJS-646, Aïda Espinola, Rio de Janeiro, RJ, 1ª edição, Editora Interciência, 494p., 2013, ISBN 978-85-7193-306-4.
- Fritz Feigl. Atualidade de seu Legado Científico, Aïda Espinola, Rio de Janeiro, RJ, 1ª Edição, Instituto de Química da UFRJ e COPPE/UFRJ, 344p., 2009, ISBN 978-85-909185-0-9.
- Química Analítica. Tendência à Microescala e à Análise em Pequenos Domínios, Aïda Espinola, Instituto de Química da UFRJ, 167p., 2004 ISSN 1677-4035

## Traduções
- Análise Inorgânica Quantitativa, Vogel, 4ª edição, 690p., 1981, Editora Guanabara Dois. Título do original em inglês, Chemistry.
- Química, J. V. Quagliano e L.N.Valarino, 3ª edição, 855p., 1979, Editora Guanabara Dois. Título do original em inglês, Vogel´s Textbook Quantitative Inorganic Analysis.

## Prêmios e homenagens
- Voto de Louvor por suas importantes e relevantes contribuições à Ciência e à Educação de nosso País, 2013, Instituto de Química da UFRJ.
- PGQ 50 anos - Agradecimento à Profª Dr. Aïda Espinola, fundadora do Programa de Pós-graduação em Química, da Universidade Federal do Rio de Janeiro, 18 outubro 2013, Programa de Pós-graduação em Química, Instituto de Química da UFRJ.
- Medalha Simão Mathias pela contribuição ao desenvolvimento da química. No  35º RASBQ - Tema: Responsabilidade Ética e Progresso Social. Sociedade Brasileira de Química - Águas de Lindóia - 29 de maio de 2012 a 31 de maio de 2012.[5]
- Homenagem da Escola de Química da Universidade Federal do Rio de Janeiro, por completar 70 anos de formada, 12 de setembro de 2011, com entrega de Diploma Oficial.
- Inauguração da Sala Professora Aïda Espinola, em 2009, localizada no Bloco I, do Centro de Tecnologia da Universidade Federal do Rio de Janeiro.
- Troféu, "COPPE/UFRJ, pela Importante Contribuição na trajetória dos 45 Anos - 03/12/2008.[6]
- Placa de prata, "Nosso reconhecimento por sua valiosa contribuição à Pós-graduação em Química no Brasil", na comemoração dos 45 Anos da Pós-graduação em Química no Instituto de Química da UFRJ.
- Título honorífico: Pesquisador Emérito do CNPq, Ministério da Ciência, Tecnologia e Inovação, Brasília, na celebração dos 55 anos do CNPq, 17 abril de 2006.[7] Conselho Nacional de Desenvolvimento Científico e Tecnológico - CNPq.

## Publicações selecionadas
- «Impacto do acordo de cooperação do Conselho Nacional de Pesquisas (CNPq) com a National Academy of Sciences - (NAS)». Química Nova, dezembro de 2007, volume 30, nº.6, p. 1402-1406. ISSN 0100-4042. Página visitada em 27 de maio de 2014.
- «Fritz Feigl: sua obra e novos campos tecno-científicos por ela originados». Química Nova, fevereiro 2004, vol.27, nº 1, p.169-176. ISSN 0100-4042. Página visitada em 27 de maio de 2014.
- «Professores Athos da Silveira Ramos e Raymundo Moniz de Aragão, dois professores de carreira profícua e brilhante na UFRJ». Química Nova, maio 2002, vol.25, nº 2, p.340-341. ISSN 0100-4042. Página visitada em 27 de maio de 2014.
- «Electrochemical depression of galena aiming at selective sulfide flotation». Journal of the Brazilian Chemical Society, 1997, volume 8, nº 2, p.193-196. ISSN 0103-5053. Página visitada em 27 de maio de 2014.